# Septimontium

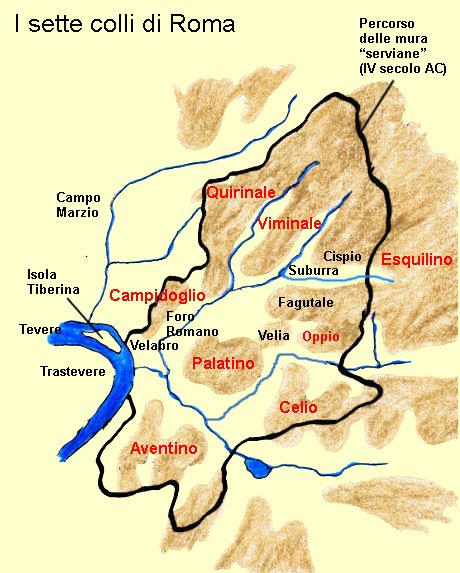
Carte des collines de Rome et des lieux où était célébré le Septimontium en italien

Le Septimontium (sept monts en latin) était une fête romaine qui se déroulait début décembre, durant laquelle on sacrifiait sept animaux, à sept moments et à sept endroits différents à l'intérieur des murs de la ville à proximité des sept collines. C'était un jour de fête où les empereurs se montraient cléments envers le peuple mais durant la République romaine on interdisait l'organisation de courses de chars.

## Étymologie
L'étymologie de Septimontium est controversée.
Septimontium est un composé dont le second membre est -montium, un dérivé de mons, -tis avec le suffixe -ium.
Le controverse porte sur le premier membre : septi-. Deux thèses s'affrontent.
D'après la thèse classique, le lexème septi- est une réfection de septem (« sept »). En 1904, Georg Wissowa a proposé la thèse selon laquelle Septimontium renvoie aux sept collines sur lesquelles la cérémonie avait lieu.
Dès 1910, Frederik Muller, Jzn. (nl) a proposé une seconde thèse qui a été reprise par Louise Adams Holland en 1953 puis par Jacques Poucet en 1960,. D'après celle-ci, Septimontium renverrait à saepti montes.

## Historique
L'écrivain romain Festus Grammaticus (ou Sextus Pompeius Festus) fait remonter l'existence du Septimontium au roi légendaire de Rome Numa Pompilius.
Le Septimontium était une fête annuelle célébrée, à date fixe,, l'avant-veille des ides de décembre, soit le 11 décembre,,,,,. Il revient à Joseph-Juste Scaliger d'avoir, le premier, proposé la date du 11 décembre. Il a été suivi par Fulvio Orsini. La date de sa célébration nous est connue grâce, d'une part, aux Fasti Guidizzolenses, et, d'autre part, au calendrier de Furius Dionysius Filocalus,. Le 12 septembre, figurant dans le calendrier de calendrier de Polemius Silvius, est considérée comme erronée. Le 11 décembre est une date importante. En effet, pour l'agronome romain Columelle, c'est le jour où, en principe, les semailles prennent fin. Mais c'est aussi le jour de la célébration de l'une des quatre Agonalia : celle dédiée au dieu Sol Indiges.
D'après Festus, le Septimontium comportait des sacrifices (sacra) qui figuraient au nombre des sacrifices publics (publica sacra). D'après le jurisconsulte romain Ateius Capiton, cité par Festus, le Septimontium n'est pas une fête publique mais une fête célébrée pro montibus.
Le Septimontium comprend une procession. Son parcours nous est connu grâce à Labéon, cité par Festus. Elle part du Palatual, sur le mont Palatin, puis passe par la Velia, le Fagutal, la Subure, le Germal, l'Oppius et le Cælius pour s'achever au Cispius. On réalise des sacrifices près des sites de vingt-sept sépultures d'Argées sur les hauteurs des collines. Ces derniers seraient selon la tradition des princes héroïques grecs venus d'Argos dans le Latium avec Hercule, qui auraient chassés les Sicules et les Ligures de l'emplacement où sera construite Rome.
Cette fête était à son origine réservée exclusivement aux personnes d'origine latines (les tout premiers habitants de Rome) ce qui confirmerait qu'il s'agissait d'une fête très ancienne, qui pourrait même être antérieure à Numa Pompilius et correspondrait ainsi à la première extension du centre urbain de la ville sur le mont Palatin (Roma quadrata) vers les collines environnantes. Sous le roi Servius Tullius, la célébration du Septimontium aurait été étendue aux habitants descendants des Sabins demeurant sur le mont Quirinal.
Le Septimontium devient une fête publique sous l'Empire, dès le principat de Domitien.
D'après Plutarque, il est de coutume, lors du Septimontium, de ne pas se servir d'un char attelé,. D'après Suétone, l'empereur Domitien innove en offrant un festin somptueux au peuple de Rome lors d'un Septimontium.

### Sources épigraphiques
- AE 1892, 83
- AE 1975, 20

### Sources littéraires antiques
- [Columelle] Columelle, De l'agriculture (BNF 12194464).
- [Festus] Festus, De la signification des mots (BNF 13514409), 458, 1-5, L. ; 474, 36, L. 476, 1-5, L.
- [Jean le Lydien] Jean le Lydien, Des mois (BNF 13322207).
- [Paul Diacre] Paul Diacre, Épitome (BNF 13514527), 459, 1-3, L.
- [Suétone] Suétone, Vie des douze Césars. Domitien (BNF 12008292).
- [Plutarque] Plutarque, Étiologies romaines (BNF 13336256), 69.
- [Varron] Varron, De la langue latine (BNF 12425965), p. V, 41 ; VI, 24.